# David Wagner (homme politique)
Pour les articles homonymes, voir David Wagner et Wagner.
David Wagner, né le 3 mars 1979 à Luxembourg, est un homme politique luxembourgeois.

## Biographie
Né le 3 mars 1979, David Wagner, d'origine française par sa mère, a suivi des études d'histoire à l'Université du Luxembourg.
Il travaille comme attaché parlementaire de 2002 à 2004, puis de 2013 à 2015. Il est également journaliste pour l'hebdomadaire Woxx de 2004 à 2013. En 2011, il est élu au conseil communal de la Ville de Luxembourg, poste qu'il occupe jusqu'en janvier 2015, puis de 2017 à 2020.
Il est membre de la Chambre des députés entre 2015 et 2021, date à laquelle il cède sa place à Nathalie Oberweis, arrivée 2ème de liste en 2018, selon le principe de rotation du parti. En 2023, Nathalie Oberweis choisissant de se consacrer au poste de conseillère communale à Luxembourg qu'elle a obtenu en juin, David Wagner devient tête de liste aux élections législatives dans le Centre et est une nouvelle fois élu.